# 飯田晴義
飯田 晴義（いいだ はるよし、1955年 - ）は日本の政治家。北海道幕別町の町長（2期）。
1955年足寄町生まれ。北海道帯広柏葉高等学校、高崎経済大学を卒業。1978年役場入り。経済部長と教育長を歴任。後者では任期を半年残し退任した金子隆司の後任として、教育長に互選された。 
2015年幕別町長選挙に出馬し、前町議の前川雅志との新人同士の一騎討ちとなったが、当選を果たした。2019年にも再選した。